# Beechcraft Queen Air
 Beechcraft Queen Air est la désignation générique d’une famille de bimoteurs d’affaires et de transport léger pour 6 à 9 passagers extrapolée du Twin Bonanza et dont dériveront ensuite le King Air pressurisé en 1964 puis le commuter Beech 99 en 1966. Les désignations Model 80 Queen Air ou Model 88 Queen Air sont purement commerciales, le type officiel de ces versions étant respectivement Model 65-80 et Model 65-88.

## Origine et développement
Répondant à une demande croissante de bimoteurs d’affaire, Beechcraft prit la décision de proposer sur le marché une version civile du L-23F, dont on sait qu’il dérivait directement du Model 50 Twin Bonanza. Développé en tout juste quatre mois, le prototype (N821B, c/n L-1) fit son premier vol le 28 août 1958. Il fut suivi de deux appareils de développement (c/n L-2 et L-6). La certification de type 3A20 fut délivrée par la FAA le 4 février 1959, les livraisons débutant à la fin de l’année. Le 8 février 1960 James W Webber, pilote d’essais du constructeur, portait à 10 626 m le record international d’altitude classe C.1.d avec un appareil de série (N110Q).

## Description
Le Beechcraft Queen Air est un monoplan à aile basse cantilever de construction entièrement métallique. De type bilongeron, la voilure affiche un allongement de 7,51 et un dièdre positif de 7° pour un profil évoluant du NACA 23018 à l’emplanture au NACA 23012 en bout. Cette voilure reçoit la totalité du carburant, réparti entre 2 réservoirs principaux de 166 litres et deux réservoirs auxiliaires de 269 litres, des volets à simple fente et des ailerons classiques. Le fuselage est de construction semi-monocoque et aménageable pour le transport de personnes, mais aussi comme cargo léger. En supprimant cloisons et sièges il est possible de dégager un espace utile de 7,53 m2. Le Queen Air peut recevoir l’avionique la plus moderne et des fusées d’assistance au décollage.

## Les versions

### Model 65 Queen Air
- Model 65 : 239 exemplaires (c/n LC-1 à 239)[1] furent construits entre 1959 et 1967 pour le marché civil, plus un certain nombre de L-23F pour l’US Army et les forces japonaises. Équipé de deux moteurs 6 cylindres à plat à injection Lycoming IGSO-480-A1B6 de 340 ch entraînant des hélices tripales Hartzell à vitesse constante et variation automatique de pas, cet appareil était vendu au prix de base de 120 000 U$D en 1960, départ Wichita[4]. Le premier exemplaire exporté fut livré en avril 1960 à une entreprise allemande[5].
- Model A65 : Apparu en 1967, cette version adoptait la dérive en flèche du Model 65-80 associée à des moteurs IGSO-480-A1E6 de 340 ch et se distinguait par une nouvelle distribution du carburant : Les réservoirs principaux de 166 litres étaient conservés mais les réservoirs auxiliaires ramenés à 174 litres chacun, un ensemble de réservoirs supplémentaires étant proposé en option, permettant de porter la capacité totale à 1 000 litres[6]. 44 appareils (c/n LC-240 à 272 et LC-325 à 335)[1] furent construits entre 1967 et 1970.
  - Model A65-8200 Queen Airliner : Développé initialement comme Model 79, cette version destinée aux transporteurs de fret n’était qu’un Model A65 dont la masse autorisée en opérations était portée à 3 715 kg. 52 exemplaires (c/n LC-273 à 324)[1] produits en 1968 et 1969.

### Model 70 Queen Airliner
- Model 70 Queen Airliner : Destiné à l’origine aux opérateurs de troisième niveau et de travail aérien, ce nouvel appareil devait combiner les coûts d’exploitation du Model 65, donc le moteur IGSO-480 de 340 ch, et une charge utile élevée grâce à la voilure allongée du Model 65-A80. La cabine était donc aménagée pour 9 passagers en version haute densité, l’air conditionné et une porte cargo élargie étaient disponibles en option et un compartiment cargo amovible d’une capacité de 225 kg pouvait être monté sous le fuselage[7]. 35 exemplaires seulement (c/n LB-1 à 35)[1] furent construits entre 1969 et 1971 dont 11 pour la Société de travail aérien (Algérie).

### Model 80 Queen Air
- Model 65-80 : Le premier Model 80 prit l'air le 25 août 1961 (N841Q, c/n LD-1) et se distinguait du Model 65 par une dérive en flèche et des moteurs Lycoming IGSO-540-A1A à injection de 380 ch. La certification FAA fut délivrée le 20 février 1962 et le modèle officiellement lancé le mois suivant[6]. Présenté comme une version complémentaire au Model 65, dont la production fut maintenue jusqu’en 1970, le Queen Air 65-80 fut produit à 148 exemplaires (c/n LD-1 à 33, LD-34 à 45 et LD-47 à 150)[1] en 1962 et 1963. Le premier exemplaire de série prit l’air le 26 février 1962, les 3e et 5e exemplaires furent livrés à leurs propriétaires allemands (D-IMPO et D-ILLE) à l’occasion du Salon de Hanovre en mai suivant. À noter que le prototype fut par la suite utilisé comme prototype aérodynamique pour les Model 99 et Model 100 par Beechcraft, et qu’un autre exemplaire (c/n LD-75) fut équipé de deux turbines à hélice United Aircraft of Canada PT6 à la demande de l’US Army Aviation. Cet appareil qui prit l’air le 15 mai 1963 et fut livré à l’US Army comme NU-8F, servit de prototype technologique au King Air. De façon similaire SFERMA envisagea en 1963 une version turbopropulsée du Queen Air équipée de turbines Turbomeca Astazou X de 600 ch[8].
- Model 65-A80 : Ce modèle commercialisé à partir de janvier 1964 conservait le moteur IGSO-540 mais se distinguait par un allongement de l’envergure, qui passait de 13,98 à 15,31 m, une masse au décollage plus élevée grâce à des renforts de structure, la possibilité d'accroître la capacité des réservoirs de 128 litres[9] et un réaménagement complet du compartiment dans la pointe avant. 121 exemplaires (c/n LD-34, LD-46 et LD-151 à 269)[1] furent produits avant remplacement sur les chaînes par le Model 65-B80.
  - Model 65-A80-8800 : Désigné initialement Model 89, il s’agissait en fait d’une option d’équipement permettant de décoller à la masse de 3 985 kg avec un aménagement de cabine spécialement étudié pour les compagnies aériennes. Le nombre d’exemplaires construits est donc inconnu car il se confond avec celui des Model 65-A80.
- Model 65-B80 : Succédant en 1966 au Model 65-A80, la dernière version du Model 65 fut produite à 242 exemplaires (c/n LD-270 à 511)[1] jusqu’en 1977, y compris quelques Model 65-B80A.
  - Model 65-B80A : En 1968 Beechcraft proposa d’équiper le Model 65-B80 de moteurs IGSO-540-A1D de 360 ch. Quelques exemplaires seulement furent vendus et ce modèle fut abandonné en 1971[9], la production se confondant avec celle des Model 65-B80.
- Model 65-85 :  Projet d’une version pressurisée qui fut abandonnée au profit du King Air.

### Model 88 Queen Air
- Model 65-88 : Désigné successivement Model 85, Model 85D puis finalement Model 65-88, cet appareil était en fait un Queen Air pressurisé proposé comme une alternative économique au Model 90 King Air[7]. Équipé de moteurs à piston Lycoming IGSO-540-A1D de 380 ch, il possédait des hublots circulaires puisqu’il était équipé d’un système de pressurisation rétablissant à 5 030 m une pression équivalente à une altitude de 2 440 m. Le prototype prit l’air le 2 juillet 1965[7] et les livraisons débutèrent la même année, 45 exemplaires (c/n LP-1 à 26, LP-28, LP-30 à 47)[1] étant construits, dont 34 en 1966. Cet appareil fut retiré du catalogue en 1969 en raison d’une demande sans-cesse croissante pour les appareils turbopropulsés. Un exemplaire fut d’ailleurs achevés sur chaîne comme Model 65-90 King Air (LP-29).
  - Model 65-A88 : Un unique Model 65-88 (c/n LP-27) fut équipé de moteurs Lycoming IO-720 de 400 ch et effectua son premier vol le 28 mars 1966[7] piloté par Bob Hagan. Malgré des performances intéressantes Beechcraft renonça au développement de cet appareil qui fut converti en Model A90 King Air.

## Les conversions
- Queenaire 800 : Ed Swearingen proposa de modifier les Model 65, A65 et 65-80 avec des moteurs Lycoming IO-720-A1A ou –A1B de 400 ch enfermés dans de nouvelles nacelles, de nouvelles trappes de puits de train recouvrant totalement les roues, des hélices Hartzell HC-A3VK-2A. Le STC (SA444SW) a été délivré le 24 juillet 1964. Les droits furent vendus en 1970 à Excalibur Aviation Company. Ils sont devenus le 7 septembre 1999 la propriété de Bemidji Aviation Services (en)[10].
- Queenaire 8800 : Modifications identiques mais réalisées sur les Model 65-A80 et 65-B80.

Début 1988 Excalibur Aviation Company avait achevé 166 Queenaire dont 51 U-8F pour l’US Army.

## En service
- Afrique du Sud : l'armée de l'air a utilisé deux B80 de 1975 à 1992.
- Algérie :
  - Armée de l'air : 5 Model 65-B80 utilisés de 1975 à 1997.
  - Air Algérie : En 1978 la compagnie algérienne utilisait 8 Model 70 (ex STA) et 7 Model 65-B80 (7T-VIA/C et 7T-VSM/P)[11], dont trois étaient toujours en service en 1997.
  - Société de Travail Aérien : 11 Model 70 (7T-VSA/G et 7T-VSI/L) ont été livrés. 3 ont été réformés sur accident, les autres récupérés par Air Algérie après absorption de STA en 1974[12].
- Argentine :
  - Armée de terre : Le Commando de Aviacion del Ejercito a reçu en 1972 deux 65-B80 (AE-102 et AE-199/c/n LD-461, par la suite AE-256/7) pour remplacer les Beech 18 de l’Institut géographique militaire. Un exemplaire (AE-256) était toujours en service début 2010.
  - Marine argentine : 5 Queen Air 65-B80 (c/n LD-447, serial 0679, codé 1-F-21, c/n LD-449/0687/3-G-81, c/n LD-450/0688/3-G-82, c/n LD-452/0689/3-G-83 et c/n LD-453/0690/1-G-84) ont équipé l’escadrille de reconnaissance aéronavale (EARec) de Punta del Indio au sein du Commando de Aviacion Naval. Tous ces appareils ont été réformés en 2004.
- Australie :
  - Masling Commuter : Exploite un A65, deux B80 et 2 Model 70 en 1978[13]
  - Trans Australia Airlines : Trois Queen Air 80 ont été mis en service durant le second semestre 1964 pour le réseau desservant la Tasmanie[14].
- Brésil :
  - Force aérienne brésilienne : La FAB semble avoir reçu à partir de 1969 huit appareils (serial 2101/2108), les deux premiers ayant été utilisés sous l’appellation locale EU-8 pour le calibrage des aides à la navigation sous immatriculation civile (PT-KYG/H). Les derniers ont été retirés en 1977.
- Cameroun : Un Model 65-B80 utilisé de 1961 à 1971 pour les déplacements officiels.
- Colombie : Cinq Model 65-B80 ont été utilisés par l’Escadron de Transport 412 (Grupo 41) stationné à Barranquilla entre 1979 et 2004.
- Équateur :
  - Force aérienne équatorienne : Un Model 65-A80 acheté sur le marché civil (c/n LD-230, ex HC-AKI) en 1965, réformé en 1982.
  - Aviation de l'armée équatorienne a utilisé trois A65-80 entre 1965 et 1994.
- États-Unis :
  - Bemidji Airlines (en) : En 1997 cette compagnie du Minnesota utilisait une flotte de 11 Queenaire 8800.
  - Commuter Air Lines : commence son exploitation avec 2 B80 au départ de Chicago O’Hare en 1965[15]
- Guatemala : Un Queen Air B80 a été utilisé par les forces armées guatémaltèques.
- Israël : 18 Model 65-B80 ont été utilisés entre 1974 et 2003 par l'aviation militaire sous l’appellation Zamir[16].
- Japon :
  - Force aérienne d'autodéfense japonaise : 5 Model A65 (serial 03-3091/3095, c/n LC-320/322 et 334/335) ont été livrés au Nansei Shien Hikotai de Naha en 1980. Ils ont été réformés en 2004.
  - Force maritime d'autodéfense japonaise : Elle a pris en compte 19 Model 65 (serial 6701/6719) et 9 Model A65 (serial 6720/6728) à partir de 1963. Ils ont été répartis entre les 2.kokutai de Hachinohe, 5.Kokutai de Naha et 202.Kyoiku Kokutai de Tokushima. Cinq appareils de la marine furent transférés à la Force aérienne d’auto-défense en mai 1980 et affectés à des missions de calibration de radars. Baptisés localement Umibato, ces appareils ont été retirés en 1998.
- Madagascar : Le Gouvernement malgache a utilisé un Model 65-88.
- Mexique : La Fuerza Aérea a utilisé 3 Model 65-B80 de 1986 à 1991.
- Birmanie : La République populaire de l’Union birmane a obtenu un appareil (serial UB-380), utilisé probablement de 1982 à 1994[17].
- Népal : Le Model 65-80 (9N-RF4, c/n LD-113) du Royal Flight fut acheté en 1963. Il a depuis été revendu en Inde (VT-DYR).
- Pakistan : Il semble que l’armée pakistanaise ait utilisé deux Queen Air 65-80 entre 1969 et 1994.
- Pérou :
  - Armée de l'air péruvienne : Prend en compte 18 Model 65-A80 (serial 729/746, c/n LD-245, LD-251, LD-254, LD-247/248, LD-252/253, LD-258/262 et LD-264/269) pour remplacer à partir de 1965 les C-45 du Groupe de liaison 8 de Callao et du Service de photographique aérienne national, qui a également utilisé deux Queen Air civils (OB-F-790/791). En 1999 on comptait toujours 15 Queen Air en service, en particulier à l’Escadron de transport 843.
  - Armée péruvienne : L'Ejercito a disposé d’un appareil de transport VIP (EP751, c/n LC-233) entre 1966 et 2002
  - École de l'aviation civile : 3 A80 ont été utilisés par l’École de l’aviation civile de Collique.
- Philippines : Un Model 65-80 (PA-701/RP-C701) a été acheté en 1998 par le gouvernement et stationné à Fort Magsaysay (en).
- République dominicaine : 3 65-B80 utilisés par l’escadron de communications de San Isidro de 1982 à 2004.
- Thaïlande[18] :
  - Gouvernement thaïlandais : Disposé d’un appareil entre 1981 et 1986
  - Armée royale thaïlandaise : Utilise 4 appareils entre 1964 et 1982.
  - Force aérienne royale thaïlandaise : 3 Queen Air ont été utilisés entre 1971 et 1989.
- Uruguay : Le Groupe no 3 de Carrasco a utilisé 8 Model A65 (T-540, T-541/LC-326, T-542/LC-317, T-543/LC-266, T-544/LC-279, T-545/LC-294, T-546 et T-547) de 1969 à 2004.
- Venezuela[19] :
  - Armée de l'air vénézuélienne : La FAV a reçu à partir de 1960 deux Model 65 (2345/LC-23 et 4939/LC-25) et sept Model 65-A80 serial 1864/LD-290, 3168/LD-444, 5702/LD-445, 7662/LD-293, 7815/LD-446, 8215/LD-389 et 8888/LD-294). Les derniers ont été retirés en 2001.
  - Armée vénézuélienne : L’aviation de l’armée a utilisé deux appareils (EV7001/2) de 1970 à 2004.
  - Garde nationale vénézuélienne : Utilise deux Queen Air 80 entre 1963 et 2004.
  - Marine vénézuélienne : Il semble que la marine ait utilisé un exemplaire jusqu’en 1997.

## Sources
1. 1 2 3 4 5 6 7 8 9  Serialization List
2. ↑  http://rgl.faa.gov/Regulatory_and_Guidance_Library/rgMakeModel.nsf/0/ca927dc398e1391b862575f40062b184/$FILE/3a20.pdf
3. ↑  AJ Pelletier p. 114
4. ↑  Flight no 2652 du 8 janvier 1960 p. 51
5. ↑  Flight no 2667 du 22 avril 1960 p. 571
6. 1 2  AJ Pelletier p. 115
7. 1 2 3 4  AJ Pelletier p. 117
8. ↑  Flight no 2847 du 3 octobre 1963 p. 583
9. 1 2  AJ Pelletier p. 116
10. ↑  http://www.airweb.faa.gov/Regulatory_and_Guidance_Library/rgstc.nsf/0/c28182307782c2a5862571ef00709d73/$FILE/SA444SW.pdf
11. ↑  G. Endres, World Airline Fleets 1978 p. 464. Airline Publications, Hounslow (1978).  (ISBN 0-905117-40-9)
12. ↑  G. Endres, World Airline Fleets 1978 p. 463. Airline Publications, Hounslow (1978).  (ISBN 0-905117-40-9)
13. ↑  G. Endres, World Airline Fleets 1978 p. 394. Airline Publications, Hounslow (1978).  (ISBN 0-905117-40-9)
14. ↑  Flight no 2909 du 10 décembre 1964 p. 993
15. ↑  Flight no 2961 du 9 décembre 1965 p. 1003
16. ↑  Chris Thornburg, « World Air Forces Israel Air Force », sur worldairforces.com (consulté le 18 juin 2023).
17. ↑  K Wixey p. 78
18. ↑  Chris Thornburg, « World Air Forces Thailand Air Force », sur worldairforces.com (consulté le 18 juin 2023).
19. ↑  Chris Thornburg, « World Air Forces Venezuela Air Force », sur worldairforces.com (consulté le 18 juin 2023).